# Antonio Rodríguez de Hita
Antonio Rodríguez de Hita (ur. 18 stycznia 1722 w Valverde de Alcalá, zm. 21 lutego 1787 w Madrycie) – hiszpański kompozytor.

## Życiorys
W wieku 14 lat został organistą w Colegio de Alcalá. Od około 1740 do 1757 roku był kapelmistrzem katedry w Palencii. Od 1757 roku pełnił funkcję kapelmistrza Convento de la Encarnación w Madrycie. Napisał pracę Diapasón instructivo (wyd. Madryt 1757).
We współpracy z librecistą Ramónem de la Cruz zarzuele Las segadoras de Vallecas (wyst. Madryt 1768) i Las labradoras de Murcia (wyst. Madryt 1769) oraz operę La Briseida (wyst. Madryt 1768), ponadto był autorem licznych kompozycji religijnych. Różnorodna stylistycznie twórczość Rodrígueza de Hity stanowi świadectwo przejścia ze stylu barokowego do wczesnego klasycyzmu, kompozytor rezygnował z gęstej polifonii i bogatego kontrapunktu na rzecz prostej i swobodnej homofonii. W swoich dziełach scenicznych łączył elementy opery włoskiej z elementami rodzimymi, wprowadzając motywy ludowe i tradycyjne hiszpańskie instrumenty.